# Toki Tori
Toki Tori est un jeu vidéo de réflexion doté de nombreux éléments de jeu de plates-formes sorti en 2001 sur Game Boy Color. Le jeu a été développé par Two Tribes B.V. et édité par Capcom.
Il a été porté sur Smartphone en 2003, sur la plate-forme de téléchargement WiiWare pour la console Wii en 2008, sur iPhone en 2009, puis sur PC, Mac, Linux, sur iPad et Android.

## Système de jeu
Le joueur prend le contrôle d'un gros poussin et doit naviguer dans des niveaux en deux dimensions afin de trouver tous les œufs qui y sont dissimulés. Pour l'aider à se déplacer, le joueur a accès à différents objets qui sont d'une quantité limitée et qui doivent être utilisés au bon endroit, auquel cas il peut ne pas être en mesure de progresser dans le niveau. Le joueur accède au niveau suivant une fois que tous les œufs ont été récupérés.